# Fritiden er allerede begyndt
Fritiden er allerede begyndt er en dansk dokumentarfilm fra 1962, der er instrueret af Ole Roos efter manuskript af ham selv og Willy Reunert.

## Handling
En film, der fabulerer over, hvad danskerne bruger deres fritid til; hvor svært de har ved at udfylde den, og hvor nemt det i virkeligheden burde være. En film om de problemer, der følger i den øgede fritids spor.